# Seagram

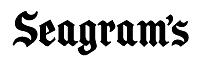
Logo

Seagram Company Ltd. was een van de grootste bedrijven van Canada, gevestigd in Montreal, Quebec. Van oorsprong was Seagram een van de grootste alcohol-distilleerders ter wereld, maar in de loop der jaren werd de focus verlegd naar media-bedrijven.
Seagram nam in 1995 voor $ 5,7 miljard 80% van de aandelen van Music Corporation of America (MCA) over van het Japanse Matsushita Electric Industrial Company. Matsushita had MCA in 1990 gekocht voor $ 6,6 miljard en hield een aandeel van 20%. Seagram veranderde de naam van MCA in Universal Studios Inc., terwijl MCA Music Entertainment Group gewijzigd werd in Universal Music Group.
In december 1998 kocht Seagram van Philips het muziekconcern PolyGram. Seagram betaalde $ 10,2 miljard voor deze acquisitie. De activiteiten van PolyGram en de andere muziekactiviteten van Seagram werden samengevoegd. Er werkten ruim 15.000 mensen bij de nieuwe combinatie, maar 20% van de arbeidsplaatsen gingen verloren om de kosten met zo’n $ 300 miljoen per jaar te reduceren.
Medio 2000 werd nam het Franse Vivendi Seagram  over. Vivendi betaalde hiervoor $ 34 miljard, waarvan een deel in aandelen. De overname was nodig om zijn positie in de globale media-industrie te verzekeren na de fusie van America Online en Time Warner. Vivendi was vooral geïnteresseerd in de muziek- en filmarchieven, die het over internet kon verkopen. Na de fusie ontstond een mediaconcern, inclusief televisiezender Canal Plus, met een beurswaarde van $ 100 miljard. De nieuwe naam werd Vivendi Universal, met als aandeelhouders Vivendi met een belang van 59%, Seagram (29%) en Canal Plus (12%). De verschillende drankendivisies werden verkocht via openbare en gesloten veilingen aan PepsiCo, Diageo en Pernod Ricard om met de opbrengst schulden af te lossen. De koers van het aandeel Vivendi daalde, omdat de aandeelhouders zich zorgen maakten over de hoge schulden. Universal Studios werd ondergebracht onder Vivendi Universal Entertainment, dat later overgenomen werd door General Electric en gefuseerd werd tot NBC Universal.
Het merk van het concern is ook bekend van het Seagram Building, het Amerikaanse hoofdkantoor aan 375 Park Avenue in New York. Het geldt als een van de topontwerpen van Ludwig Mies van der Rohe, in samenwerking met Philip Johnson.